# 장흥 위씨
장흥 위씨(長興魏氏)는 전라남도 장흥군을 본관으로 하는 한국의 성씨이다. 대각간시중(大角干侍中) 위창주(魏菖珠)의 5세손 위계정(魏繼廷)이 1105년(고려 예종 1년) 문하시중(門下侍中)에 올랐다.

## 기원
장흥 위씨(長興 魏氏)의 시조 위경(魏鏡)은 관서(關西) 홍농(弘農) 사람으로 638년 신라 선덕여왕의 초청으로 당 태종이 파견한 팔학사의 일원으로 신라에 동래하였다. 위경(魏鏡)은 신라에서 문하습비후(門下拾非侯)ㆍ아찬(阿湌)ㆍ상서시중(尙書侍中)을 역임하고 회주군(懷州君)에 봉해졌다고 한다.

## 역사
고려 초 대각간시중(大角干侍中)을 지낸 위창주(魏菖珠)를 중시조로 삼아 세계를 이어왔다.
위창주의 5세손 위계정(魏繼廷)이 고려 문종 때 문과에 급제하여 좌보궐지제고(左補闕知制誥)를 거쳐 선종 때 어사중승(御史中丞)이 되었고, 숙종 초에 예부와 이부의 상서가 되어서도 결백하고 지조 있는 관료 생활을 계속하여 칭송을 받았다. 이어 판한림원사(判翰林院事)를 거쳐 1101년(숙종 6) 중서시랑 동중서문하평장사(中書侍郎同中書門下平章事)를 지냈으며, 1104년 문하시랑평장사(門下侍郎平章事)로 태자소사(太子少師)를 겸하고, 1105년(예종 1년)에 문하시중(門下侍中)에 올랐다. 시호는 충렬(忠烈)이며, 예종의 묘정에 배향되었다.

## 본관
장흥(長興)은 전라남도의 남쪽에 위치하는 지명이다. 삼국시대 백제의 고마미지현(古馬彌知縣)이었다. 신라에서 마읍현(馬邑縣)으로 고쳐서 보성의 영현으로 삼았다. 고려에서 수녕현(遂寧縣)으로 고쳐서 영암(靈巖)의 임내(任內)로 하였다가 장흥부(長興府)에 내속(來屬)시켰다. 1392년(태조 1)에 수녕현(遂寧縣)의 중녕산에 성을 쌓고 중심지로 했으며, 1413년(태종 13)에 장흥도호부로 승격되었다가 1652년(효종 3) 장흥현으로 강등되었다. 1896년 전라남도 장흥군이 되었다.
《세종실록지리지》에 전라도 장흥도호부 수녕(遂寧)의 성으로 위(魏)·박(朴)·조(曺)·함(咸) 4성이 기록되어 있다. 수녕(遂寧)이 장흥(長興)에 내속되고 관산(冠山)이라는 별호가 있었기에 수녕 위씨(遂寧 魏氏)가 장흥 위씨(長興 魏氏)로 개칭되고, 관산 위씨(冠山 魏氏)라고도 하였다.

## 분파
위창주 15세손 위덕룡(魏悳龍)은 위자온(魏自溫)ㆍ위자량(魏自良)ㆍ위자공(魏自恭)ㆍ위자검(魏自儉) 네 아들을 두었는데, 이들로부터 위씨의 상계분파(上系分派)가 시작되었다. 위자온(魏自溫)은 능주파(綾州派)로, 위자량(魏自良)은 관산파(冠山派)ㆍ행원파(杏園派)ㆍ여천파(麗川派)로, 위자공(魏自恭)은 사월파(沙月派)ㆍ관북파(關北派)로 분파하게 되었다. 그리고 위자검(魏自儉)은 후손이 끊겼다.
- 위자온(魏自溫)
  - 능주파(綾州派) - 위종형
- 위자량(魏自良)
  - 관산파(冠山派) - 위유형
  - 행원파(杏園派) - 위유정
  - 여천파(麗川派) - 위종노
- 위자공(魏自恭)
  - 사월파(沙月派) - 위단
  - 관북파(關北派) - 위돈

## 인물
- 위덕유(魏德柔) : 병부낭중(兵部郞中)으로서 989년(고려 성종 8년) 송나라 황제에게 광록대부(光祿大夫)의 벼슬을 받았다.[2]
- 위종정(魏從政·魏從正) : 고려 현종 때 내사주서(內史主書)
- 위숭(魏崇) : 1049년(고려 문종 3년) 섭호부상서(攝戶部尙書)가 되었다.[3]
- 위계정(魏繼廷, 1038~1107 ) : 고려 문종 때 문과에 급제하여 좌보궐지제고(左補闕知制誥)를 거쳐 선종 때 어사중승(御史中丞)이 되었고, 숙종 때 예부상서와 이부상서, 판한림원사(判翰林院事)를 거쳐 1101년(숙종 6) 중서시랑 동중서문하평장사(中書侍郎同中書門下平章事)를 지냈으며, 1104년 문하시랑평장사 겸 태자소사(門下侍郎平章事兼太子少師), 1105년(고려 숙종 10년)에 문하시중(門下侍中)에 올랐다.
- 위원개(魏元凱, 1226~1292) : 1244년(고려 고종 31) 문과(文科)에 장원(壯元)급제하여 한림학사와 추밀원부사를 지냈다. 뒤에 출가하여 충지(沖止)라 이름하였고, 시호는 원감(圓鑑)이다.
- 위문개(魏文凱, 1228~?) : 위원개의 동생을문과1260년 장원급제하여 벼슬이 평양 군수에 이르렀다. 1271년(원종 12)에 국자박사(國子博士)로 대장군 곽여필(郭汝弼)과 함께 서경에서 도망한 백성을 찾는 일을 담당하였으며, 1280년(충렬왕 6)에는 쌍성(雙城)에 가서 민호(民戶)의 쇄환(刷還)을 추진하였다.
- 위온 : 고려 문하시중과 평장사를 역임하여 가문을 증흥시켰다.
- 위덕의(魏德毅, 1540~1613) : 1573년(선조 6) 생원시(生員)에 합격하다.
- 위덕화(魏德和, 1551∼1598) : 조선 중기의 무신이다. 자는 화지(和之)이고, 전라남도 장흥군(長興郡)관산읍에서 출생하였다. 1585년(선조 18) 을유 무과에 급제하여 언양현감(彦陽縣監)을 지냈다. 후에 군자감정(軍資監正)을 지내고 호조판서(戶曹判書)에 추증(追贈)되었다. 훈련원도정(訓練院都正)으로 있을 때에 충무공(忠武公) 이순신(李純信) 장군의 쳎 悲솟식을고듣고병빕분다로 )항해 관직을 버리고 낙향하였다.
- 위대기(魏大器, 1555~1607?) : 무과에 급제한 다음 1592년(선조 25) 임진왜란이 일어나자 이순신의 조전장(助戰將)으로 전공을 세웠다. 왜병이 금산에서 웅치(熊峙)를 넘어 전주지역으로 들어오려 할 때 이치(梨峙)에서 동복현감(同福縣監) 황진(黃進), 장교(將校) 공시억(孔時億) 등과 함께 광주목사(光州牧使)였던 권율(權慄)을 도와 호남 지역의 수호에 큰 공을 세웠다. 1594년 해남현감을 역임하고, 1597년 정유재란 때에는 고향에서 군사를 일으켜 전공을 세워 훈련원정(訓鍊院正)이 되었으며, 이어 수군절도사가 되었다. 남원에 충량비(忠良碑)가 세워졌다.[4]
- 위대경(魏大經, 1555~1623) : 무과에 급제하여 원주판관(原州判官)을 지냈으며, 임진왜란 때에는 충무공 이순신 장군의 휘하에서 활약하였다. 옥포해전(玉浦海戰)과 당항포해전(唐項浦海戰)에서 공을 세워 상주영장(尙州營將)이 되었다.[5]
- 위정철 (魏廷喆, 1583~1657) : 조선 중기 무신. 본관은 장흥(長興)이다. 전라남도 장흥군(長興郡) 관산읍(冠山邑) 방촌리(傍村里) 출신으로 21살 때 무과에 급제하여 현감(縣監), 군수(郡守) 첨사(僉使), 대도호부사(大都護府使), 방어사(防禦使) 등을 두루 역임하였다. 1623년 인조반정에 참여 정사원종일등공신에 훈록되었다. 1624년(인조 2) 이괄(李适)의 난에 참여 진무원종일등공신에 훈록되었다. 1631년(인조 9) 후금과의 사신 왕래에 예물의 교환에 관하여 문제가 발생하자, 인조와 조정은 병조참판을 제수하자 심양 회답사를 사행하여 단호한 대처로 이를 해결하기도 하였다. 영흥부사(永興府使) 재직 당시 뇌물을 받아 파직되었으나, 곧 다시 숙천부사(肅川府使), 갑산부사(甲山府使)에 제수(除授)되었다. 1643년 만포첨사(滿浦僉使)로 다시 관직에 올라 41년간 봉직하였다.
- 위산보 (魏山寶, 1593~1656) : 병자호란 당시 비변사 낭청으로 1620년에 무과에 급제하여 선전관, 판관, 문화현령 등을 지냈다. 청나라 오랑캐들이 처들어왔을 때 술과 고기를 가지고 그 진영으로 가서 오랑캐들의 형세를 엿보고 돌아왔다.
- 위흥조(魏興祖, 1719~1779) : 1744년(영조 20)에 진사시에 합격하였고 1746년(영조 22)에 함경도별시에서 병과에 1위로 급제하였다. 1757년(영조 33)에 상소를 하여 의금부(義禁府)와 형조(刑曹)에 갇혀 있는 죄인 중에서 그 죄목이 가벼운 자를 석방하도록 건의하였다. 1760년(영조 36) 당시에 고원군수(高原郡守)로 재직 중이었는데, 어사(御使) 윤면동(尹冕東)이 위흥조(魏興祖)가 법령을 어겼다는 점을 지적하여 탄핵하였다. 1761년(영조 37)에 당시 우의정(右議政)이었던 홍봉한(洪鳳漢)은 그를 두둔하며, 윤면동이 탄핵한 내용은 터무니없는 일이라고 항변하기도 하였다.
- 위창조(魏昌祖, 1703~1759) : 조선 영조 때 북도릉전지를 저술하고 호조참의를 역임했다.
- 위백규(魏伯珪, 1727년∼1798) : 조선 후기의 실학자. 자는 자화(子華), 호는 존재(存齋)·계항(桂巷)·계항거사(桂巷居士). 장흥 출신. 아버지는 진사 문덕(文德)이다. 시(詩),서(書),화(畵)에 모두 능해 삼절(三絶)로 불린 조부 위세보로부터 글을 배워 제자백가(諸子百家)는 물론 천문(天文)·지리·율력(律曆)·복서(卜筮)·산수 등에 통달하고 특히 역(易)에 정통하였다. 조선 정조 때 학행으로 천거받아 선공감부봉사(繕工監副奉事)·옥과현감(玉果縣監)·경기전령(慶基殿令) 등에 임명되었으나 취임하지 않고 은거하였다. 문집에 《존재집》, 저서에 《지제지(支提志)》 등이 있다. 조선 호남 실학의 거목으로 당대의 석학으로 이름났다.
- 위경규(魏璟奎, 1887~1947년) : 조선 말기 유학자. 호는 단강(丹江). 전라남도 장흥군 유치면에서 출생하였다. 고을 자제들을 교육하기 위해 사재(私財)를 들여 봉무재(鳳舞齋)를 짓고 몸소 교육하였으며, 광복 후에는 장흥향교(長興鄕校)의 초대 전교(典敎)를 역임하였다. 만년에는 단강(丹江) 근처에 영귀정(詠歸亭)을 짓고 시사(詩詞)로 소일(消日)하였다.
- 위상규(魏祥奎, 1926년 ~ 2008년) : 항공우주공학자
- 위성락(魏聖洛, 1954년 ~ ) : 외교관
- 위철환(魏哲煥, 1958년 ~ ) : 대한변호사협회 회장
- 위승호(魏昇鎬, 1959년 ~ ) : 육군 중장
- 위성곤(魏聖坤, 1968년 ~ ) : 제20대 국회의원
- 위서영 : 피겨스케이팅 선수

## 과거 급제자
장흥 위씨는 조선시대 문과 급제자 13명, 무과 급제자 21명을 배출하였다.
문과
위광조(魏光肇) 위도원(魏道源) 위문철(魏文喆) 위영조(魏榮祖) 위익원(魏翼源)
위적철(魏迪喆) 위정상(魏定相) 위종겸(魏鍾謙) 위종선(魏鍾善) 위창조(魏昌祖)
위천우(魏天佑) 위치량(魏致亮) 위흥조(魏興祖)
무과
위겸(魏謙) 위공준(魏公濬) 위대기(魏大器) 위동전(魏東전) 위덕화(魏德和) 위봉길(魏奉吉) 위사업(魏士業) 위상표(魏尙彪) 위생수(魏生秀) 위성립(魏誠立) 위성수(魏成秀)
위시징(魏時徵) 위영규(魏榮圭) 위원징(魏原徵) 위정득(魏廷得) 위정렬(魏廷烈) 위정장(魏挺章) 위정철(魏廷喆) 위종(魏鍾)위종식(魏鍾植) 위천회(魏天會)
생원시
위경(魏璟) 위경업(魏景業) 위광익(魏光翼) 위노철(魏魯喆) 위덕의(魏德毅)
위문철(魏文喆) 위백규(魏伯珪) 위백순(魏伯純) 위윤철(魏尹喆) 위정망(魏廷望)
위천우(魏天佑) 위탁(魏柝) 위태시(魏泰始)
진사시
위곤(魏鯤) 위광익(魏光翼) 위광주(魏光犨) 위광진(魏光軫) 위기원(魏琦源)
위대용(魏大用) 위문덕(魏文德) 위윤철(魏尹喆) 위정렬(魏楨烈) 위정식(魏禎軾)
위정헌(魏廷獻) 위정훈(魏廷勳) 위종오(魏鍾晤) 위후징(魏後徵) 위흥조(魏興祖)
음관
위도원(魏道源) 위영성(魏榮成) 위적철(魏迪喆) 위종겸(魏鍾謙) 위종선(魏鍾善)

## 집성촌
- 전라남도 장흥군 관산읍 방촌리, 옥산리, 옥동리
- 전라남도 장흥군 장흥읍 행원리
- 전라남도 여수시 율촌면 산수리, 봉두리
- 전라남도 강진군 강진읍 쌍덕리 평덕
- 전라남도 완도군 청산면 국화리
- 경상북도 김천시 남면 운곡리
- 강원도 춘천시 남면 발산리
- 경기도 남양주시 화도읍 창현리

## 인구
- 2000년 장흥 위씨 24,654명 + 관산 위씨 1,536명 = 26,190명
- 2015년 장흥 위씨 28,754명 + 관산 위씨 2,419명 + 수녕 위씨 90명 + 수령 위씨 41명 + 수영 위씨 38명 = 31,342명